# Wisentgehege Springe

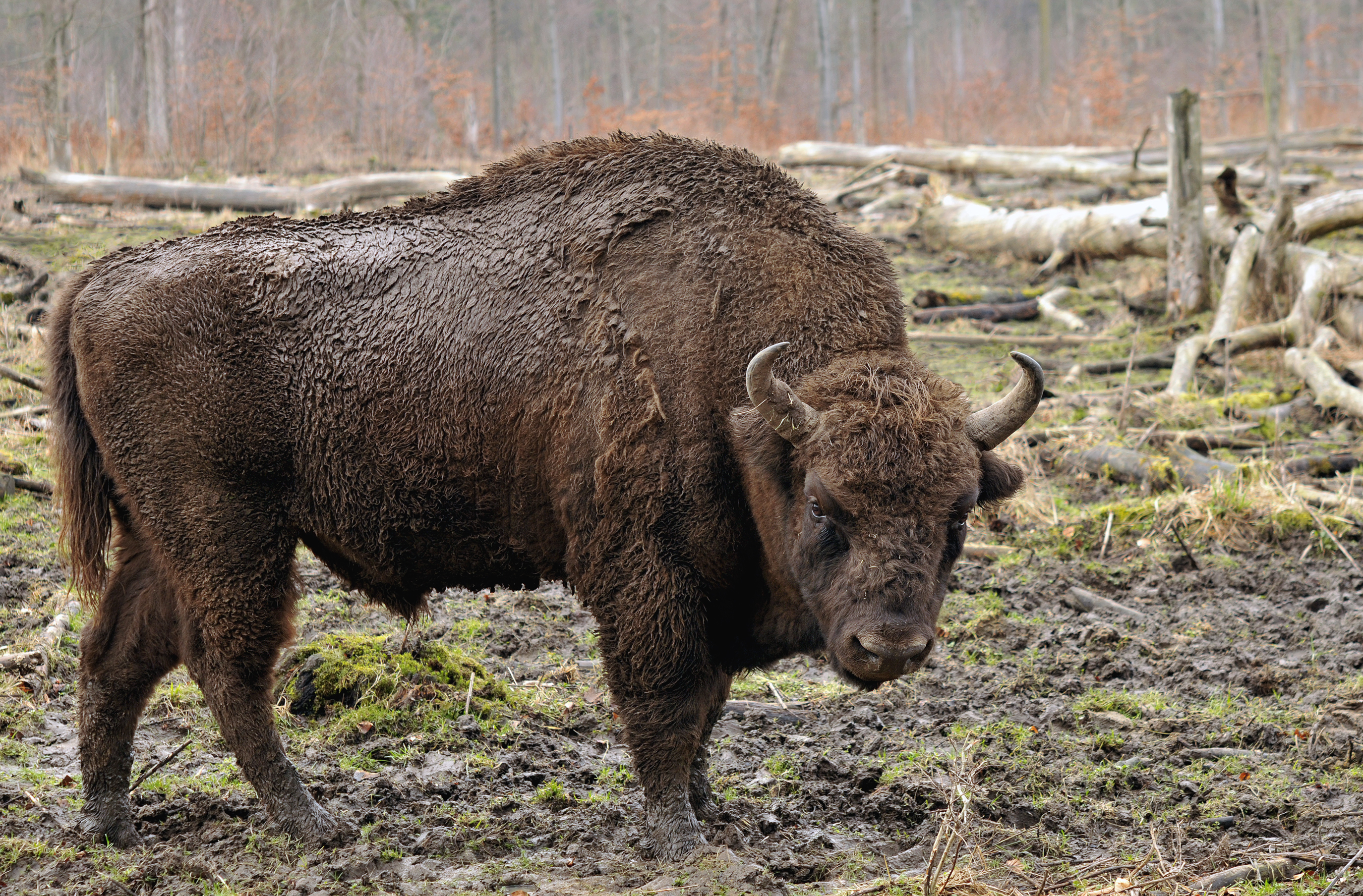
Een wisent, waar het park naar vernoemd en oorspronkelijk voor opgericht is.

Het Wisentgehege Springe is een wildpark in de Duitse regio Hannover, gelegen nabij Springe. Het park heeft een oppervlakte van 90 hectare en is gelegen tussen Eldagsen en Springe in het noordoostelijk deel van het Saupark Springe.
Het Wisentgehege Springe werd in 1928 opgericht als wildpark speciaal voor wisenten; iets waar de naam van het park nog altijd aan refereert. Initiatiefnemer was professor Lutz Heck, destijds directeur van de Zoologischer Garten Berlin. Doel van het park was de wisent voor uitsterven te behoeden. Aanvankelijk waren er geen wisentkoeien en werd met Amerikaanse bizons gefokt. In 1935 kwamen de wisentkoeien er, waarop de ondertussen geboren bastaarddieren weggedaan werden. Om inteelt te voorkomen worden dieren uitgeruild met die uit andere wisentfokprogramma's. Tot 2007 zijn er 310 rasechte wisenten in het park geboren.
In de jaren 50 veranderde het park langzaam van een reservaat naar een modern wildpark, waarin ook bezoekers mochten komen. Tevens werd het aantal dieren uitgebreid. Vandaag de dag kent het park een grote verscheidenheid aan dieren, waaronder bruine beren, wilde zwijnen, poolwolven, otters en wasberen. Speciale aandacht is er voor andere ernstig bedreigde diersoorten als het przewalskipaard, het sorraiapaard, het mesopotamische damhert en de veelvraat, die net als de wisenten opgenomen zijn in fokprogramma's voor herintroductie in het wild. In het park wordt hun natuurlijke leefomgeving zo veel mogelijk nagebootst.